# Evelyn Ashford
Evelyn Ashford (Shreveport, Louisiana, 15 de abril de 1957) é uma antiga atleta norte-americana, que nos Jogo Olímpicos de 1984, conquistou a medalha de ouro nos 100 metros. Ao longo da sua carreira, bateu por trinta vezes a barreira dos 11 segundos e foi a primeira mulher a correr abaixo daquela marca em Jogos Olímpicos.

## Carreira desportiva
Fez a sua estreia internacional aos 19 anos, quando participou nos Jogos Olímpicos de Montreal, em 1976, a primeira das suas quatro presenças olímpicas. Nesta edição participou, a título individual, nos 100 metros onde foi 5ª classificada na final, e na estafeta 4 x 100 metros onde o quarteto dos Estados Unidos não fez melhor do que a 7ª posição, numa prova dominada pelos dois conjuntos alemães.
Após o boicote ocidental aos Jogos Olímpicos de 1980, Ashford focou a sua atenção na preparação para os Jogos de Los Angeles 1984. No dia 3 de julho de 1983, bateu o seu primeiro recorde mundial de 100 metros (ainda que em altitude), fazendo 10.79 s em Colorado Springs, sendo uma das favoritas para ganhar a prova do hectómetro na edição inaugural dos Campeonatos Mundiais de Helsínquia. Porém, na final, uma lesão muscular levou-a a falhar esse objectivo.
Nos Jogos Olímpicos de Los Angeles, aproveitando a ausência, também devido a boicote, dos países do bloco comunista, Ashford tinha a oportunidade de vencer os 100 metros sem grande oposição. A atleta não só aproveitou essa oportunidade, como também bateu o recode olímpico ao fazer a marca de 10.97 s. Seis dias depois, ganhava também a medalha de ouro nos 4 x 100 metros, naquela que foi a vitória mais folgada de sempre (1.12 s) em finais olímpicas de 4 x 100 metros. Alguns dias depois, no meeting de Zurique, bateria de novo o recorde mundial de 100 metros, estabelecido com o tempo de 10.76 s, marca que ainda hoje é a oitava melhor de sempre.
Voltando a estar presente nos Jogos Olímpicos de 1988 e de 1992, Ashford repetiu, em ambas ocasiões, a medalha de ouro na estafeta 4 x 100 metros.

## Ligações Externas
- Evelyn Ashford no IAAF